# Hrotovice (zámek)
Zámek Hrotovice stojí na náměstí ve městě Hrotovice na Třebíčsku. Je chráněn jako kulturní památka České republiky. První historické počátky hrotovického zámku sahají až do středověku, kdy zde byla při románském kostele sv. Vavřince založena původní tvrz komendy řádu německých rytířů.
V letech 1679-1826 vlastnil Hrotovice šlechtický rod Rodenů z Hirzenau (též z Hirschenau, Hirschau, Hiertzenau), jehož zásluhou proběhla barokní přestavba zámku. V roce 1826 panství se statkem Krhov zakoupil hrabě Hubert Ludwig de la Fontaine und d ́Harnoncourt. Dalšími majitelem se v roce 1845 stal rod Sinů, rakouských finančníků a průmyslníků řeckého původu. V roce 1882 koupil hrotovické panství rakouský majitel pivovaru Anton Dreher mladší, který jej držel až do roku 1921, kdy celý alodiální velkostatek koupila pro Státní pozemkový úřad Moravská agrární a průmyslová banka.
Během provádění pozemkové reformy získala v roce 1922 zbytkový statek Hrotovice (zámek s panským dvorem) obec, která se ho po provedené parcelaci zřekla. V roce 1924 vlastnil zámek opět Státní pozemkový úřad, který předal zámeckou kapli do užívání Českobratrské církvi evangelické, v letech 1925-1932 měla zámek v majetku Státní lesní správa v Hrotovicích, v roce 1932 se zámek dostal do majetku Ministerstva zemědělství a v roce 1935 jej během odprodeje získala obec. V roce 1950 obdržely část zámku Závody Gustava Klimenta v Třebíči-Borovině. V 90. letech 20. století byl zámek restaurován a nachází se v majetku obce Hrotovice.

## Historie

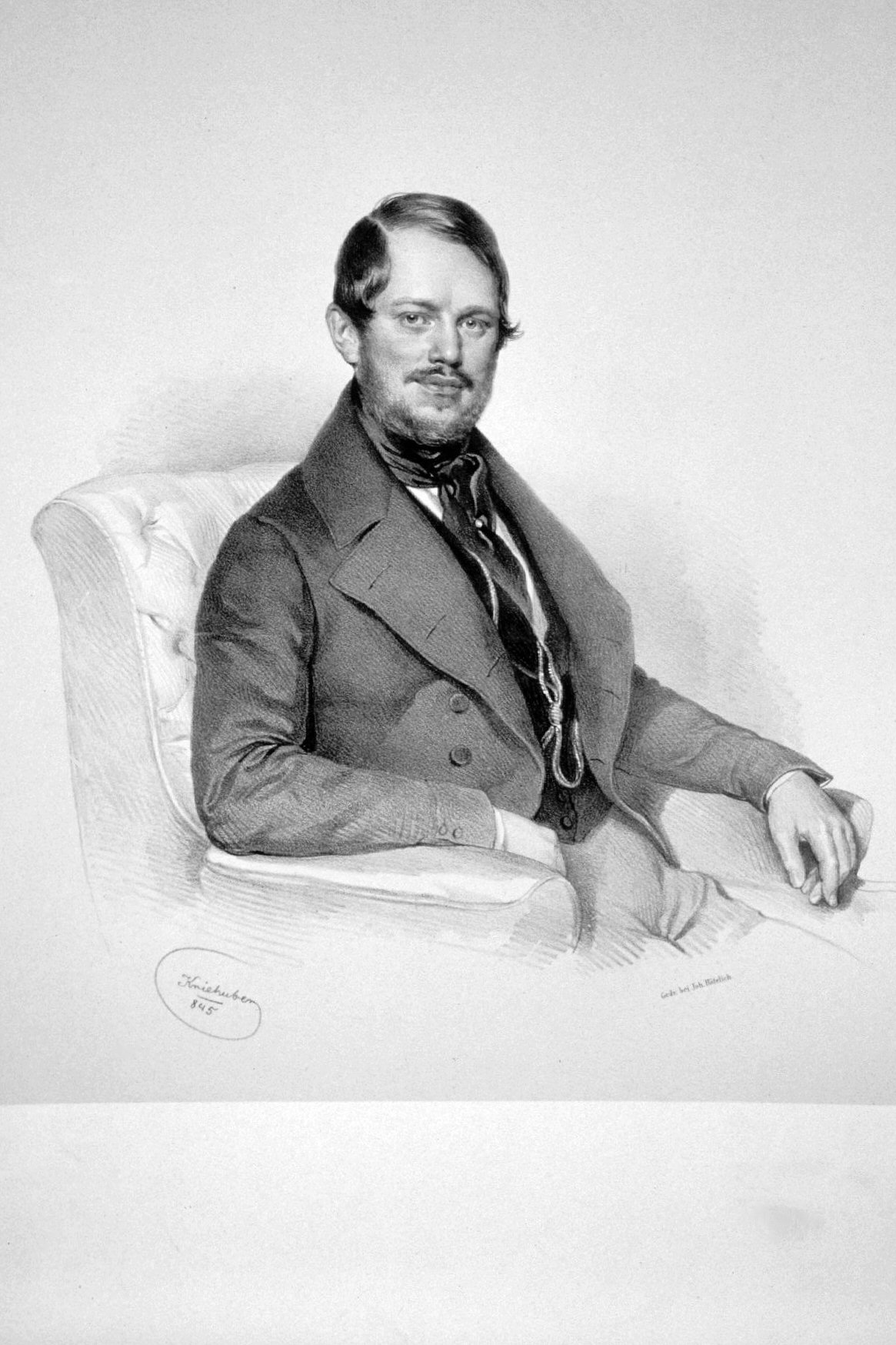
Simon Georg svobodný pán von Sina (1810-1876), majitel panství v letech 1856-1876

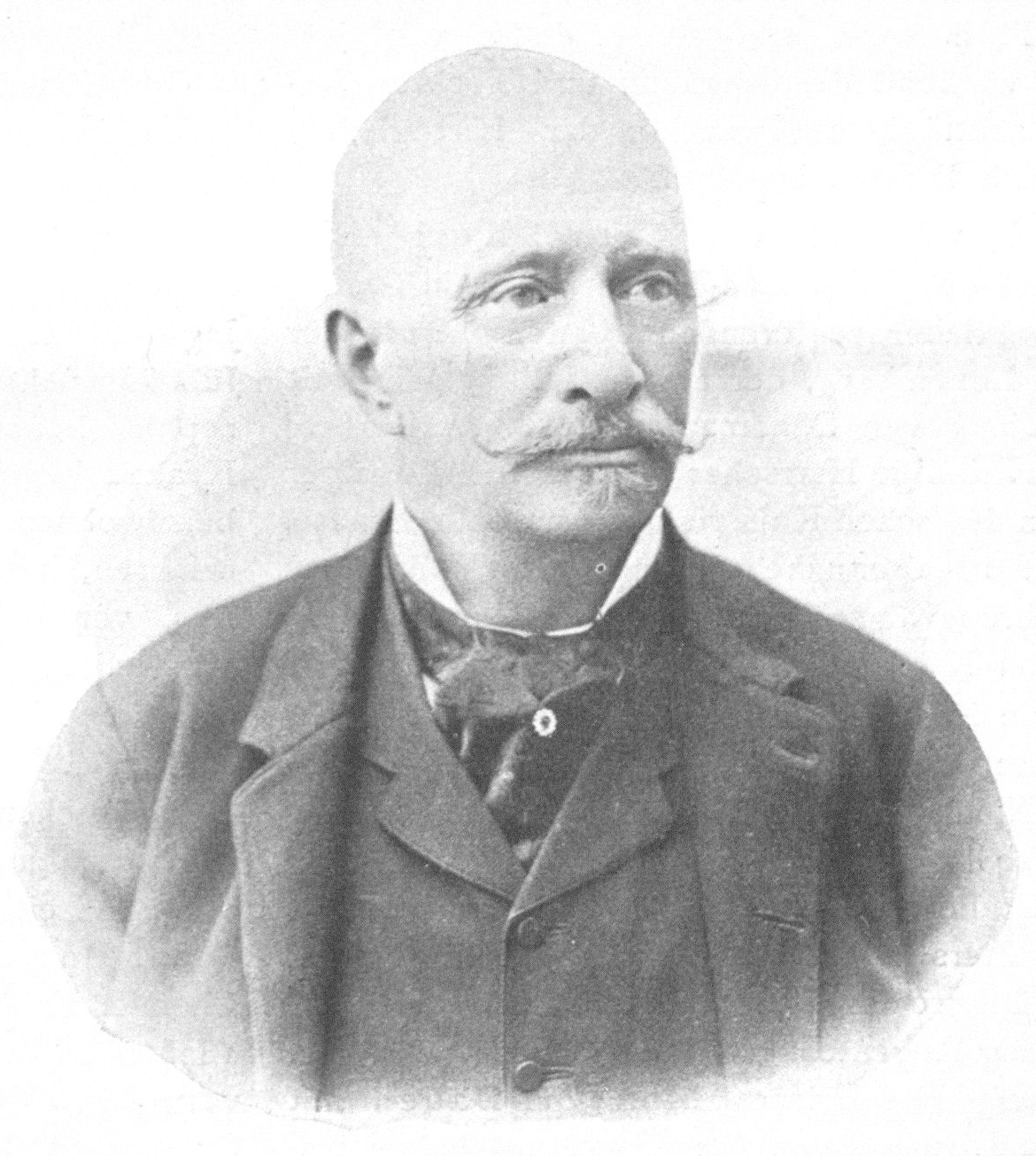
Anton Dreher junior (1849-1921), majitel panství v letech 1882-1921

První nepřímá zmínka o městě pochází z roku 1225, kdy je uváděn Dětřich z Hrotovic. První přímá zmínka pak pochází z roku 1349 a tvrz, která zámku předcházela, je poprvé doložena k roku 1561. Je však zřejmé, že vznikla mnohem dříve; nejpozději za Osovských z Doubravice, v jejich majetku město bylo v letech 1437–1561. Na počátku 17. století za Jiřího Zahrádeckého ze Zahrádek prošla přestavbou na pozdně renesanční zámek. Po Bílé hoře byl Jiřímu Zahrádeckému majetek zkonfiskován a na zámku dochází k rychlému střídání majitelů. Na začátku 18. století za Rodenů z Hirzenau a Hagendorfu prošel přestavbou v duchu baroka, jejíž realizací majitelé pověřili architekta Mořice Grimma, vyloučit se nedá ani účast Christiana Alexandra Oedtla.
V roce 1845 se majitelem stala bankéřská rodina Sinů (Georg Simon von Sina, majitel velkostatku Trenčína s Bánovcemi a Brumovem), kteří do zámku umístili kanceláře a byty. Po Jiřím Šimonovi II. Sinovi se na zámku vystřídali vlastníci: v letech 1856-1876 syn Šimon Jiří Sina (Simon Georg Sina Freiherr von Hodos und Kisdia) a jeho dcera Ifigenie, provdaná za knížete de Castries a později za hraběte de Harcourta (v letech 1876-1882). Ještě za Jiřího Simona byly s hrotovickým velkostatkem sloučeny velkostatky Myslibořice a Dalešice.
Anton Dreher junior (Carl Anton Maria Dreher; * 21. března 1849 ve Vídni; † 7. srpna 1921 ve Schwechatu - Kettenhof) koupil v roce 1869 pivovar v Terstu, v roce 1870 převzal po svém otci Antonu Dreherovi pivovar ve Schwechatu (ale i v Měcholupech a Kroisbachu), který značně rozšířil i o vývoz do zámoří. Od roku 1884 byl členem Dolnorakouského zem. sněmu a od roku 1902 členem Říšské rady a předsedou Ústřední asociace průmyslníků v Rakousku (CVIÖ).
V roce 1872 zakoupil zámek Altkettenhof. V roce 1882 odkoupil od dědičky Ifigenie de Castries hrotovické panství a v roce 1894 i brumovský velkostatek. Až na lesní hospodářství ve Slavěticích, kde hospodařil ve vlastní režii, se nacházely jeho jihomoravské velkostatky a dvory v pachtu. Jako majitel pivovaru ve Schwechatu u Vídně, největšího pivovaru v Rakousku-Uhersku, dále pivovaru v Pešti a v italském Terstu, přikoupil také pivovar v Brumově a postavil nový pivovar v Žatci. Dalešický pivovar značně rozšířil, zmodernizoval, přistavěl sladovnickou věž, novou varnu a lednici. Poté, co se k pivovarnické společnosti připojili jeho tři synové, byl pivovar ve Schwechatu v roce 1905 přeměněn na rodinnou společnost „Anton Drehers Brauerei AG” a v roce 1913 fúzoval pivovar ve Schwechatu s pivovarem St. Marx (Brauerei Sankt Marx) a pivovarem Simmering (Brauerei Simmering) do akciové společnosti „Spojené pivovary Schwechat, St. Marx, Simmering - Dreher, Mautner, Meichl” (Vereinigte Brauereien Schwechat, St. Marx, Simmering – Dreher, Mautner, Meichl AG).
Hrotovické panství vlastnil až do začátku pozemkové reformy. Tehdy mělo rozlohu 7 862 ha 82 arů, z toho na lesy v šesti polesích připadalo 4 730 ha, na pole přes 2 000 ha, na rybníky 52 ha, zbytek tvořily louky, zahrady, stavební parcely a jiná půda. Panství disponovalo 3 zámky (Hrotovice, Dalešice a Myslibořice), dále 13 pronajatými dvory s 12 lihovary a 1 pronajatým pivovarem (nájemci: Augustin Odehnal v Hrotovicích, Emil Dvořák v Krhově (i Hubertův Dvůr), Otakar Dvořák ve Valči, Matyáš Dobrovolný ve Lhotě, Hugo Dvořák v Myslibořicích, Ferdinand Kuthan v Auhofu, Ferdinand Slavík v Radkovicích, Jaroslav Odehnal v Ostašově, Gracián Šmahel v Boříkovicích (i Litovany), Bedřich Tkaný v Dalešicích a Rudolf Horák v Lipňanech a Skryjích, Antonín Vladyka pivovar v Dalešicích), parní pilou nedaleko Hrotovic, kamennými lomy, 6 myslivnami, 13 hájenkami, 4 domy (dva v Hrotovicích a dva v Myslibořicích).
Za A. Drehera, který si oblíbil honitbu a rybolov, došlo k poslední úpravě zámecké zahrady, kde byla zbudována obora pro chov jelenů a několik rybníků pro chov ryb a vodního ptactva. Na jih od zámku (za hřbitovní zdí) nechal vybudovat oboru pro chov ušlechtilých hříbat a na louce pod ní stála pak stáj a byt podkoního. Severní stranu zámecké zahrady tvořila zelinářská zahrada, na jihu se nacházel velký ovocný sad, nad Dolním rybníkem stály mohutné skupiny listnatých stromů (hlavně dubů) a na jihovýchodní a jihozápadní straně vedly podél ohradní zdi aleje habrů i akátů. Ve středu parku se nacházela kašna.

### Pozemková reforma
V dubnu 1921 odkoupila alodiální panství Hrotovice s Krhovem, Myslibořicemi a Dalešicemi a se statky Slavěticemi a Valčí pro účely parcelace Moravská agrární a průmyslová banka za 18 milionů Kč. Banka panství koupila se svolením Státního pozemkového úřadu, obstarávala ale jen finanční transakci, jelikož pozemkový úřad nedisponoval dosud vlastním peněžním ústavem. Už v květnu 1921 zaznamenal Státní pozemkový úřad, že se ze zámku v Myslibořicích, který se stal za A. Drehera novým sídlem panství a kam byla už za držení rodu Sinů převezena hrotovická obrazárna, odvážejí umělecké předměty a nábytek. Ke dni 31. srpna 1921 přešel celý komplex hrotovického panství do rukou státu.
Příděl zbytkových statků na Hrotovsku. Správní výbor pozemkového úřadu usnesl se v poslední schůzi, aby zbytkové dvory z parcelace půdy na Hrotovsku byly přiděleny do nájmu dosavadním nájemcům a to: dvory Boříkovice Šmahelovi, Dalešice Tkanému, Lhota Dobrovolnému, Lipňany-Skreje Horákovi, Radkovice Slavíkovi a Vostrý Kuthanovi, Myslibořice obdržel legionář Binder, Valč legionář Jaroslav Odehnal, Krnov August Odehnal a Hubert emigrant Hajn s rolníkem Stuchlíkem. Zbytkový statek Hrotovice dostala obec hrotovská do vlastnictví a Nové Dvory podrželo si ministerstvo zemědělství.
Stráž, 7.9.1922, s. 4
Zbytkový statek z panského hrotovického dvora, který měl v nájmu od roku 1913 Augustin Odehnal, převzala obec, která jej odstupovala drobným přídělcům (zejména pozemky zámecké zahrady) a nakonec se znehodnoceného zbytkového statku zřekla. Proto v lednu roku 1923 přikročil Státní pozemkový úřad k vypracování korektur přídělového plánu pro velkostatek Hrotovice, který vypracoval přídělový komisař v Myslibořicích. Úpravy se týkaly zbytkových statků ze dvora Myslibořice, ze dvora Boříkovice, ze dvora Krhova, ze dvora Dalešice a ze dvora Valče (dvůr Valeč o výměře 126,87 ha s lihovarem).
Od 30. let 20. století docházelo k postupné devastaci nejen zámecké budovy, ale i přilehlých hospodářských stavení a zahrady. V roce 1933 byl zámku přidělen sice statut památky, ale přístup k její ochraně a péči se příliš nezměnil. V roce 1934, po přestěhování Správy státních lesů do Jaroměřic nad Rokytnou, byl nabídnut k prodeji a v roce 1935 připadl zámek v Hrotovicích obci, která zde umístila úřady a dvě třídy obecní školy. V roce 1937 v zámku otevřela Vlastivědné krajinské zemědělské muzeum a současně Zvěřinovu síň a Památník odboje.
U dvora Hrotovice o výměře 246 ha bylo rozparcelováno 124 ha a vytvořen zbytkový statek, který měl po směně s obcí Hrotovice v roce 1935 rozlohu 129 ha. Jeho majitelem se stal bývalý pachtýř Augustin Odehnal, který jej držel až do roku 1948. V roce 1939 se nacházela po parcelaci již téměř zaniklá zámecká zahrada v majetku drobných přídělců. Z Nových Dvorů (německy Neuhof) o výměře 127 ha byl vytvořen zbytkový statek o výměře 78 ha (majitelem Štěrba) a 49 ha bylo rozděleno drobným nabyvatelům. Lihovar v Hrotovicích byl přidělen A. Odehnalovi (1935) a v Nových Dvorech byl združstevněn.
Ze dvora Boříkovice (nyní část obce Rouchovany) o rozloze 230 ha byl vytvořen zbytkový statek o výměře 107 ha a majitelem se stal jeho bývalý pachtýř Gracián Šmahel, ze dvora bylo rozparcelováno 93 ha a zestátněno 30 ha. Ze dvora Skryje o rozloze 251 ha bylo rozparcelováno 128 ha a vytvořen zbytkový statek o výměře 116 ha, jehož nabyvatelem se stal Rudolf Horák, bývalý pachtýř dvorů v Lipňanech a Skryjích. Ze dvora Radkovice o rozloze 200 ha byl vytvořen zbytkový statek s výměrou 107 ha (maj. T. Slavíková), rozparcelováno bylo 87 ha; v roce 1935 Vs O. Dvořák (1935, 1939). Ze dvora Slavětice o výměře 100 ha bylo rozděleno 57 ha a vytvořen zbytkový statek o rozloze 40 ha (maj. F. Roth). Zbytkový statek ve Valči koupil Jaroslav Odehnal, legionář a starosta Sokola v Hrotovicích.
O zámek Myslibořice projevily už v roce 1921 zájem Syndikáty denního tisku československého, výtvarných umělců československých a spisovatelů a hudebních skladatelů československých. Vzhledem k tomu, že se s pozemkovým úřadem nedohodly na výši pronájmu, byl zámek přes léto 1924 pronajat Pracovnímu sboru sociálně-zdravotní péče pro venkovský lid. V roce 1925 získala zámek a zbytkový statek Českobratrská církev evangelická. Zbytkový statek Dalešice o výměře 137 ha odkoupil statkář Vladislav Tkaný. V roce 1925 Státní pozemkový úřad v Praze (u přídělového komisaře ve Znojmě) přiděloval z velkostatku Hrotovice zbytkový statek ze dvora Nový Dvůr.
Z celkové rozlohy (7 871 ha veškeré půdy, z toho 2 923,5 ha zemědělské) bylo rozparcelováno drobným nabyvatelům 1 486 ha, zbytkovým statkům bylo přiděleno 1 592 ha a zestátněno bylo 4 852 ha (převážně lesní půdy). V roce 1924 byla zavedena vnucená správa Státního pozemkového úřadu. Vedle toho byly združstevněny lihovary v Klučově, Skryjích, Valči, Myslibořicích, Krhově, Hrotovicích, Dalešicích a Přešovicích.

### Správa státních lesů
Dne 17. prosince 1925 převzalo Ministerstvo zemědělství se zpětnou platností od 1. prosince 1925 od Státního pozemkového úřadu do správy lesní půdu někdejšího velkostatku Hrotovice o rozloze 4 881 ha se šesti polesími (Hrotovice, Chroustov, Odunec, Radkovice, Slavětice a Vostrý) a s hrotovickou pilou. K jejímu obhospodařování vytvořilo zvláštní Správu státních lesů se sídlem na zámku v Hrotovicích, která v roce 1929 hospodařila již na asi 5 075 ha.
V roce 1933 došlo ke zrušení hrotovické Správy státních lesů (výnosem Ministerstva zemědělství ze dne 22. června 1933) a dosavadních 6 hrotovických polesí a pilu v Hrotovicích obdržela Státní lesní správa v Jaroměřicích nad Rokytnou. Organizačně byly lesy nově rozděleny do 7 polesí, obě pily byly nadále ponechány v provozu. Správa státních lesů zámek v Hrotovicích prodala a přestěhovala se do nové budovy v Jaroměřicích nad Rokytnou.
Prodá se zámek s velkou zahradou jakož i zahradnickým domkem čp. 20 v Hrotovicích-Morava. Zámek jest 2patrová masivní budova s traktem hospodářských budov, obývání ihned schopná, má 62 obytných místností bez nábytku. Zámecká zahrada ve výměře asi 6,5 ha má asi 1400 ovocných stromů, mimo stromoví divokého. Hodí se výborné k pěstování zeleniny aneb k jinému zahradnímu podnikání. V zahradě jest 1 patrový obytný dům pro zahradníka. Bližší zprávy podá buď Ředitelství státních lesů a statků v Třeboni nebo Správa státních lesů v Jaroměřicích n. Rokytnou. Zapečetěné nabídky, buď za veškeré objekty nebo jednotlivé části, označené: »Koupě zámku v Hrotovicích«, nutno zasílati nejdéle do 1. března 1934 na Ředitel. stát. lesů a statků v Třeboni. O došlých nabídkách vyhražuje si ředitelství volně uvážiti, aniž by bylo vázáno nejvyšší nabídkou.
Venkov, 18.02.1934
Znovu byla však hrotovická správa ustavena podle výnosu Ústředního ředitelství Státních lesů a statků k 1. listopadu 1938 a to rozdělením území jaroměřické lesní správy. V prvém období podléhala hrotovická lesní správa druhé instanci Ředitelství státních lesů a statků v Praze, od 1. ledna 1926 ředitelství v Třeboni, v druhém údobí ředitelství v Hodoníně. Důchod byl v počáteční fázi v Hrotovicích samostatný, v letech 1937-1945 společný v Jemnici (pro správy v Jemnici, Jaroměřicích nad Rokytnou a Hrotovicích).

## Současné využití zámku
Zámek v současné době využívá obec jako sídlo městského úřadu. Hospodářské budovy bývalého panského dvora slouží k podnikatelským a hospodářským účelům, přičemž z části jsou pronajaty místnímu zemědělskému družstvu. Pouze východní křídlo dvora, bývalý rodný dům hrotovického rodáka malíře Františka Bohumíra Zvěřiny je věnováno od roku 1972 jeho pamětní síni.
Na zámku v Hrotovicích by mohlo vzniknout muzeum mobilních telefonů, které sbírá sběratel v Třebíči – vystaveny budou poprvé dne 22. srpna roku 2020, později možná stabilně. V prosinci roku 2021 byla otevřena stálá výstava mobilních telefonů, spolu s ní byla otevřena stálá výstava historie Závodů Gustava Klimenta. Nejvzácnějším exponátem v muzeum mobilních telefonů je pětikilový mobilní telefon Nokia Talkman 320F z roku 1987.